# 이광진
이광진(1991년 7월 23일 ~ )는 대한민국의 축구 선수이며 포지션은 미드필더이다. 현재 천안 시티 FC에서 활약하고 있다.

## 클럽 경력
2010년 FC 서울의 U-18 클럽인 동북고등학교를 졸업하고 서울에 우선지명으로 입단하였다. 2011년 대구 FC에 임대되었으나 큰 활약을 보이지 못하고 서울로 복귀하였다.
2013년 7월 광주 FC로 임대 이적하였고 시즌 중반기부터 좋은 활약을 펼치며 주전으로 도약하였다.
2014년 이웅희와 트레이드로 대전 시티즌으로 이적했으나 부상으로 별다른 활약을 보이지 못한 채 2015시즌 중반 금교진과 트레이드로 대구 FC로 이적했으나, 끝내 대구의 1부리그 진출에는 큰 기여를 하지 못한 채, 반년 만에 수원 FC로 이적했다.